# Ньюшор
Ньюшор (Нью-Шор) — река в России, протекает по Республике Коми. Устье реки находится в 781 км по правому берегу реки Вычегда. Длина реки составляет 18 км.

## Данные водного реестра
По данным государственного водного реестра России относится к Двинско-Печорскому бассейновому округу, водохозяйственный участок реки — Вычегда от истока до города Сыктывкар, речной подбассейн реки — Вычегда. Речной бассейн реки — Северная Двина.
Код объекта в государственном водном реестре — 03020200112103000015067.